# S3 Graphics
S3 Graphics, Ltd è una compagnia specializzata nella produzione di chipset di grafica e schede video, fondata nel gennaio 1989 da Dado Banatao e Ronald Yara.
Inizialmente i loro prodotti erano popolari, ma gradualmente la loro diffusione si è ridotta. S3 produce ancora acceleratori grafici per computer personali sotto il nome di "S3 Chrome".
S3 produce schede grafiche per computer PC. Inizialmente le schede prodotte, le Trio, avevano solo la capacità di visualizzare grafica in due dimensioni. In seguito la capacità di visualizzazione di immagini in grafica 3D venne aggiunta con i modelli ViRGE e Savage. La serie di schede Chrome 440 è capace di gestire DirectX 10.1 e video Blu-ray. Chrome 530gt gestisce DirectX 10.1, OpenGL 3.0, HD-DVD e la riproduzione di video Blu-ray.
Nel luglio 2011 la società è stata venduta da VIA Technologies a HTC per 300 milioni di dollari.